# Arsenio Erico
Arsenio Pastor Erico (30. březen 1915, Asunción — 23. červenec 1977, Buenos Aires) byl paraguayský fotbalista. Hrával na pozici útočníka. Je nejlepším střelcem argentinské ligy všech dob. V dresu Independiente v ní nastřílel 295 gólů (v 325 zápasech). Třikrát byl nejlepším střelcem ročníku (1937, 1938, 1939). S Independiente byl mistrem Argentiny v letech 1938 a 1939. S Nacionalem byl mistrem Paraguaye v roce 1942, byť odehrál v tomto ligovém ročníku jediný zápas.
Mezinárodní federace fotbalových historiků a statistiků ho roku 1999 vyhlásila 49. nejlepším fotbalistou 20. století (a nejlepším Paraguaycem).